# Voetboogdoelen (Amsterdam)

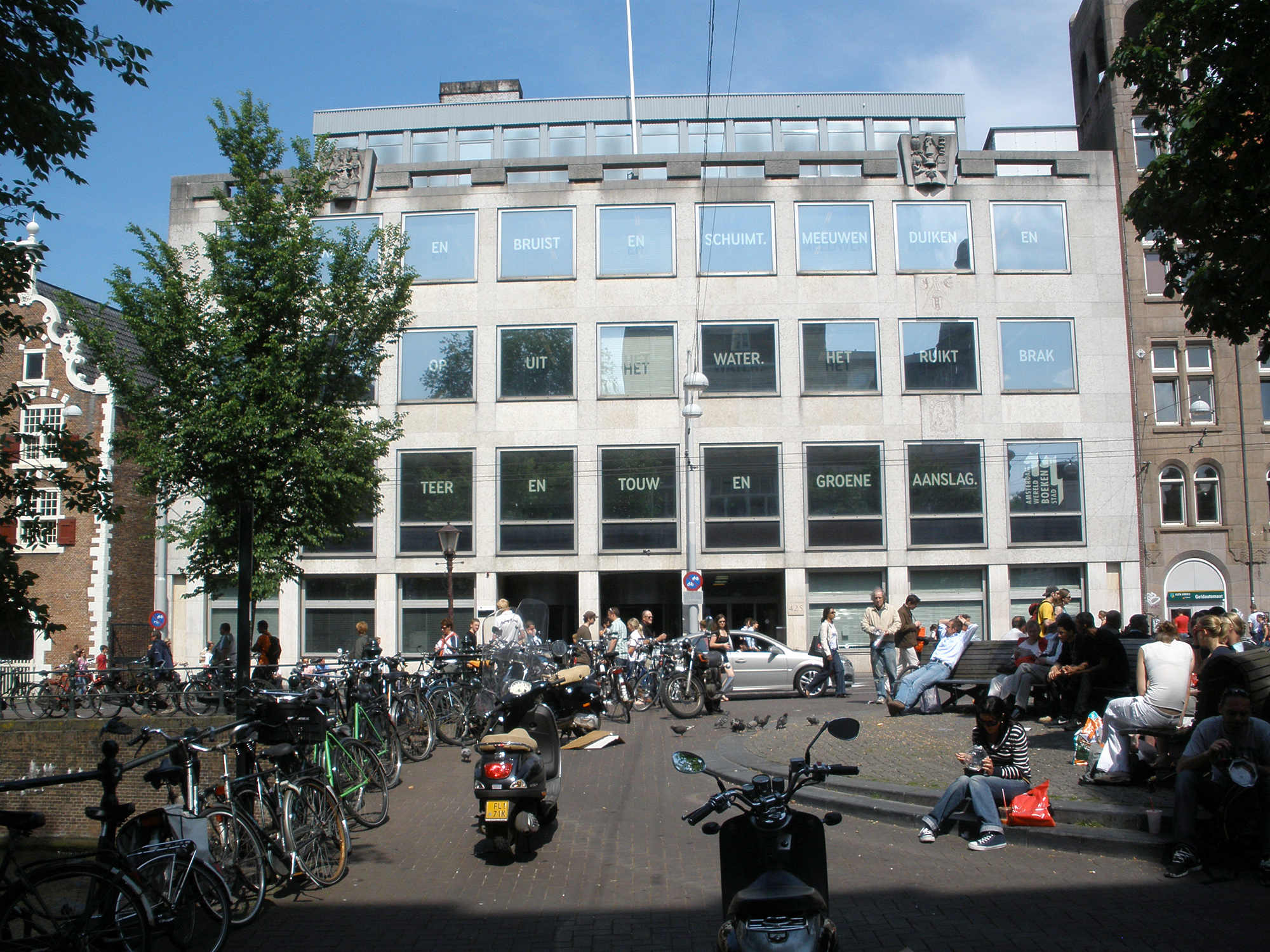
Op de plek van de Voetboogdoelen bevindt zich nu het moderne hoofdgebouw van de Universiteitsbibliotheek van Amsterdam

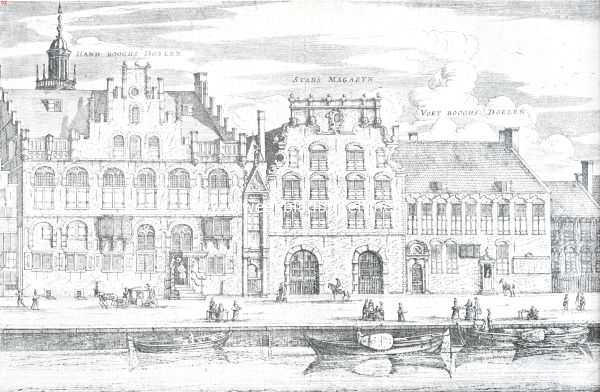
17e-eeuwse tekening van het Singel met (van links naar rechts) de Handboogdoelen, het Bushuis en de Voetboogdoelen

De Voetboogdoelen, naar de schutspatroon Joris ook wel Sint-Jorisdoelen genoemd, was een doelen in Amsterdam. In dit gebouw kwam de plaatselijke schutterij van voetboog- (kruisboog-)schutters bijeen. De Voetboogdoelen stond aan het Singel, vlak bij het Koningsplein, op de plek waar nu het moderne hoofdgebouw van de universiteitsbibliotheek staat. De huidige Voetboogstraat herinnert nog aan de doelen.
De Voetboogdoelen was een van drie doelens in Amsterdam. De andere twee waren de Handboogdoelen aan Singel 421 en de Kloveniersdoelen in de Nieuwe Doelenstraat. De Amsterdamse schutterij verloor in het midden van de 17e eeuw haar praktische verdedigingsfunctie. Lidmaatschap van de schutterij werd vooral een erepositie met een sociale functie, voorbehouden aan de rijkste en machtigste burgers van Amsterdam, die in de doelen bijeenkwamen om gezellig te eten, drinken en roken. Overigens had zowat elke Nederlandse stad in de Gouden Eeuw een Sint-Jorisdoelen.
De Voetboogdoelen werd vanaf 1674 verhuurd aan de West-Indische Compagnie (WIC) als hoofdkantoor van de nieuw gevormde, tweede WIC. Hierna werd het gebouw West-Indisch Binnenhuis of kortweg West-Indisch Huis genoemd. Vanaf 1683 tot 1795 werden de ruimten gebruikt door de Sociëteit van Suriname. In de Franse tijd werden de Voetboogdoelen als kazerne gebruikt, tot het gebouw in 1816 werd afgebroken om plaats te maken voor de rooms-katholieke Sint-Catharinakerk.
In 1939 werd ook de Sint-Catharinakerk afgebroken en bleef het terrein leeg tot midden jaren zestig, toen er een nieuw hoofdgebouw voor de universiteitsbibliotheek werd neergezet, van de hand van architect J. Leupen. Dit moderne gebouw wordt vaak genoemd als een van de lelijkste van Amsterdam en een voorbeeld van "koffieautomatenarchitectuur".

## De Voetboogdoelen in de schilder- en dichtkunst
In de "Oude Sael" (oude zaal) van de Voetboogdoelen hingen twee schuttersstukken die besteld werden om de Vrede van Münster in 1648, het einde van de Tachtigjarige Oorlog, te vieren. Het bekendste van deze twee schilderijen is de Schuttersmaaltijd van Bartholomeus van der Helst. Op dit schilderij, verreweg zijn beroemdste werk, wordt een viering op 18 juni 1648 in de Voetboogdoelen getoond. Het doek hangt nu in het Rijksmuseum. Vermoedelijk is er een deel van het doek afgehaald; op kopieën (zoals een prent van Jacob Cats uit 1779) zijn de achterwand en het raam veel hoger, en is zelfs een stuk van het plafond zichtbaar. Door het raam is nog wat van de bebouwing aan de overkant van de gracht te zien: een pand van Philip Vingboons, tegenwoordig bekend als Odeon.
|  |

Het tweede schuttersstuk in de oude zaal van de doelen was De Compagnie van kapitein Joan Huydecoper van Govert Flinck. Dit schilderij hangt nu in de schuttersgalerij van het Amsterdams Historisch Museum.
Van der Helst schilderde in 1656 ook de regenten van de Voetboogdoelen. Ook dit werk bevindt zich nu in het Amsterdams Historisch Museum.
In 1653 en 1654 werd in de Voetboogdoelen feesten gehouden om de stichting van het Amsterdamse Sint-Lucasgilde (het kunstenaarsgilde) te vieren. Op het eerste Sint-Lucasfeest, dat op 20 oktober 1653 plaatsvond, werd Joost van den Vondel met een lauwerkrans gehuldigd als dichter.